# Mansourasaurus
Mansourasaurus (il cui nome significa "lucertola di Mansoura") è un genere estinto di dinosauro sauropode titanosauro vissuto nel Cretaceo superiore, circa 73 milioni di anni fa (Campaniano), in quella che oggi è la Formazione Quseir, Egitto. Il genere contiene una singola specie, ossia Mansourasaurus shahinae. La scoperta del Mansourasaurus è molto significativa in campo paleontologico poiché i sauropodi africani risalenti al Cretaceo superiore sono estremamente rari, oltre ad indicare un collegamento tra i sauropodi europei e quelli africani, indicando uno scambio faunistico tra Europa e Africa.

## Descrizione
L'unico esemplare conosciuto di Mansourasaurus è un esemplare giovanile non-completamente cresciuto ma che era già lungo circa 8-10 metri (26-33 piedi). Probabilmente il suo peso era di circa 5.000 kg, all'incirca quanto un elefante africano.
Gli autori descrittivi hanno indicato una serie di tratti distintivi, o autapomorfie, per Mansourasaurus. Ogni lato della mandibola possiede dieci denti. Dove i due rami mandibolari si uniscono, nella parte anteriore della mandibola, è presente una sorta di "mento" comune, pari a un terzo dell'altezza anteriore. La scanalatura orizzontale nel lato interno del dentario, la fossa Meckeliana, si apre in gran parte al di sotto. Le vertebre cervicali anteriori, nella parte centrale, presentano un forame nella parte posteriore. In almeno una vertebra cervicale anteriore, nella parte centrale, la parapofisi, il processo che porta la faccetta per la testa della costola inferiore, ha una lunghezza orizzontale pari al centro vertebrale nel suo complesso. Con alcune vertebre del collo anteriori, la rete ossea tra le teste della costola del collo è forata da un forame. L'estremità inferiore del radio ha una larghezza trasversale quattro volte maggiore della larghezza misurata dalla parte anteriore a quella posteriore.

## Classificazione
Il Mansourasaurus fa parte del clade Titanosauria, in una posizione derivata come sister taxon di Lohuecotitan. Una successiva analisi cladistica dimostrò che l'animale apparteneva ad un clade di sauropodi altrimenti largamente eurasiatici, che comprende Ampelosaurus, Lirainosaurus, Nemegtosaurus, Opisthocoelicaudia e Paludititan, forme più o meno contemporanee. Le ipotesi sui rapporti tra i sauropodi del Cretaceo africano e Eurasiatico sono alquanto difficili da verificare, poiché in Africa sono stati ritrovati pochissimi resti di sauropodi del Cretaceo superiore. Il Mansourasaurus rappresenta il più noto tra i titanosauri del Cretaceo superiore africano (escluso il Madagascar) dal periodo successivo al Cenomaniano. La sua esistenza mostrerebbe che il continente era molto meno isolato dalle varie masse continentali Eurasiatiche di quanto non fosse stato ipotizzato. Gli antenati del Mansourasaurus avrebbero, infatti, raggiunto l'Africa dall'Europa.

## Storia della scoperta
Hesham Sallam, un paleontologo dell'Università di Mansoura, insieme ad un gruppo di studenti ha scoprì uno scheletro di sauropode nell'oasi di Dakhla, nel deserto occidentale dell'Egitto. Nel 2016, fu riferito che erano stati ritrovati oltre trenta esemplari di dinosauri, tra cui alcuni sauropodi titanosauri.
Basato su questo scheletro, la specie tipo Mansourasaurus shahinae è stata nominata e descritta nel gennaio 2018 da Hesham M. Sallam, Eric Gorscak, Patrick M. O'Connor, Iman A. El-Dawoudi, Sanaa El-Sayed, Sara Saber, Mahmoud A. Kora, Joseph JW Sertich, Erik R. Seiffert e Matthew C. Lamanna. Il nome generico, Mansourasaurus, si riferisce all'Università Mansoura. Il nome specifico, shahinae, onora invece Mona Shahin, uno dei fondatori del Centro di Paleontologia dei Vertebrati dell'Università di Mansoura.
L'esemplare di Mansourasaurus descritto nel 2018 rappresenta anche il suo olotipo, MUVP 200, scoperto in uno strato della Formazione Quseir risalente al tardo Cretaceo superiore, circa 73 milioni di anni fa (Campaniano). L'olotipo consiste in uno scheletro parziale, comprendente un cranio con mandibola. L'olotipo contiene un frammento del tetto del cranio, una parte della scatola cranica inferiore, i dentari della mandibola, tre vertebre cervicali, due vertebre dorsali, otto costole, la scapola destra, il coracoide destro, entrambi gli omeri, un radio, un terzo metacarpo, tre metatarsi e alcuni osteodermi parziali. Lo scheletro è stato trovato su una superficie di quattro metri per tre e non era articolato. Gli autori hanno concluso che l'olotipo è un esemplare giovanile, perché le ossa della sua cintura scapolare non erano ancora fuse. Un'ulna, del campione MUVP 201, che si trova a venti metri di distanza dallo scheletro, non è stata integrata all'esemplare in quanto sembrava un po' troppo grande per l'individuo olotipo e una connessione generale alle specie che non è stato possibile dimostrare.